# Ipomoea philomega
Ipomoea philomega ist eine Pflanzenart aus der Gattung der Prunkwinden (Ipomoea) aus der Familie der Windengewächse (Convolvulaceae). Die Art ist in Amerika und auf den Westindischen Inseln verbreitet.

## Beschreibung
Ipomoea philomega ist eine im unteren Teil verholzende, verkahlende Liane. Die Blattspreiten sind gerundet-herzförmig, 8 bis 20 cm breit und etwa genauso lang. Nach vorn sind sie spitz oder spitzig zugespitzt, die Basis ist herzförmig. Die Blattunterseite ist entlang der Blattadern filzig behaart, was sich jedoch auch verlieren kann.
Die Blüten stehen in Büscheln. Die Kelchblätter sind breit eiförmig, 15 bis 18 mm lang, stumpf bis fast spitz, oftmals beim Trocknen violett werdend und filzig behaart bis verkahlend. Die Krone ist violett gefärbt, der Schlund ist dunkler gefärbt. Sie hat eine Länge von 5 bis 8 cm.
Die Früchte sind nahezu kugelige, unbehaarte Kapseln mit einem Durchmesser von 1 cm. Die Samen sind schopfig behaart.

## Verbreitung
Das Verbreitungsgebiet reicht vom südlichen Mexiko bis ins tropische Südamerika und kommt dort in zwei Varietäten vor. 
Die Art ist von Britisch-Honduras und Guatemala bis nach Guyana und Peru sowie auf den Westindischen Inseln verbreitet.

## Systematik
Man kann zwei Varietäten unterscheiden:
- Ipomoea philomega var. marowynensis Ooststr.: Sie kommt von Französisch-Guayana bis Suriname vor.[1]
- Ipomoea philomega var. philomega: Sie kommt vom südlichen Mexiko bis ins tropische Amerika vor.[1]